# مداري
لا ينبغي الخلط بين المداري (المسلمين) وبين مهرجي الشوارع الذين يستخدمون القرود في تهريجاتهم، والتي تسمى أيضا «مداري» في الهند.

مداري، هو مجتمع مسلم يوجد في شمال الهند وفي باكستان. وهو مجتمع أغلب أفراده من فقهاء المسلمين.